# Mathias Jonas

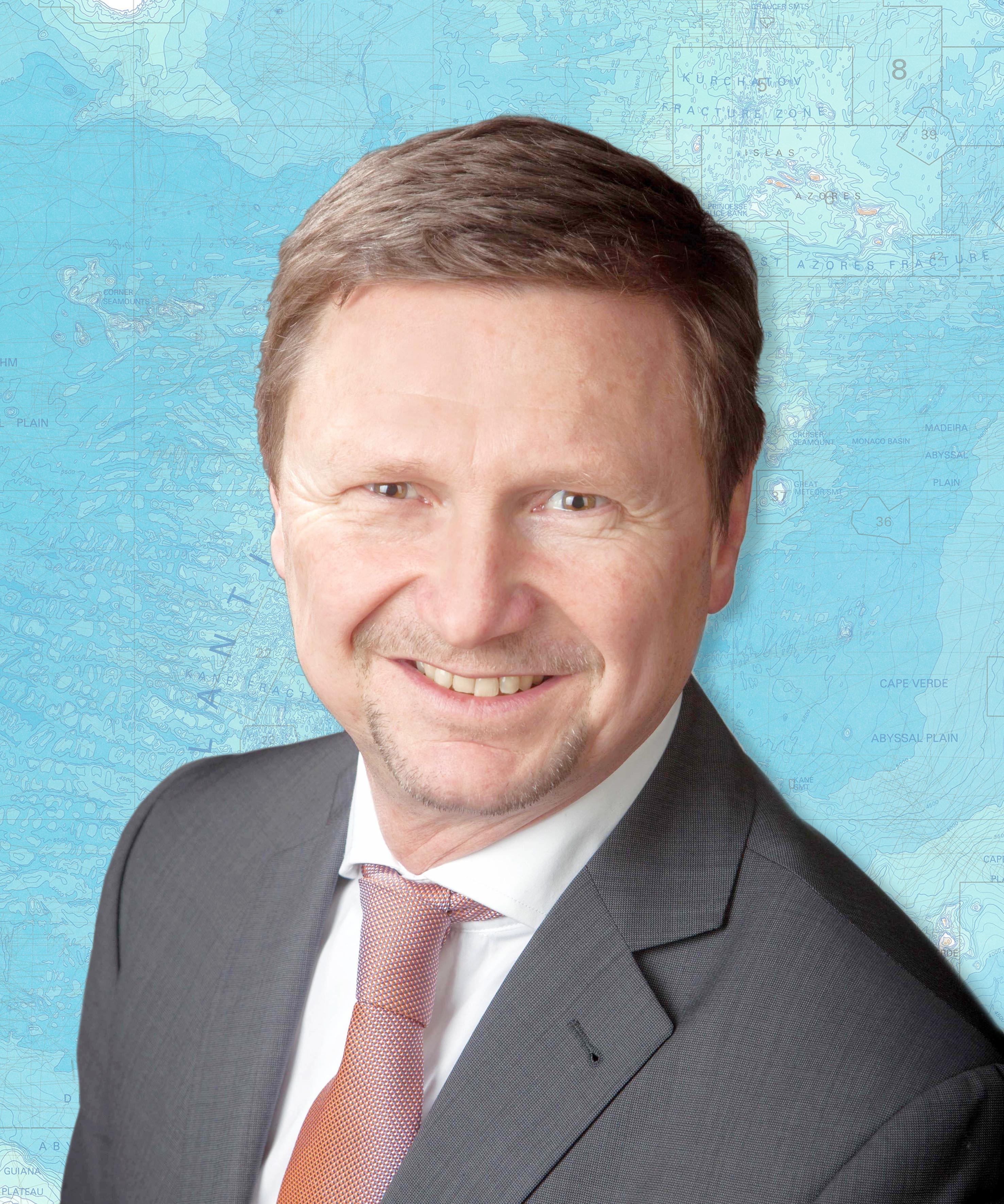
Mathias Jonas (2011)

Mathias Jonas (* 6. April 1961 in Rostock) ist seit 2017 Generalsekretär der Internationalen Hydrographischen Organisation (IHO). Seine berufliche Tätigkeit ist stark von der Einführung computerisierter Navigationssysteme in die Seeschifffahrt geprägt.

## Leben und Beruf
Jonas wuchs in seiner Geburtsstadt Rostock auf und begann seine berufliche Laufbahn 1977 mit einer Lehre als Vollmatrose mit Abitur bei der Deutfracht Seereederei Rostock (DSR). Von 1982 bis 1987 absolvierte er ein Studium zum Diplom-Ingenieur für Schiffsführung an der Ingenieurhochschule für Seefahrt Warnemünde-Wustrow und war dort nach Abschluss seines Studiums als wissenschaftlicher Assistent tätig. Er promovierte 1992 zum Thema "Manöversimulation und Manöveridentifikation für die Manöverplanung in der Schiffsführung" an der Universität Rostock.
Ab 1991 war er am Institut für Schiffsbetrieb, Seeverkehr und Simulation (ISSUS) in Hamburg als wissenschaftlicher Mitarbeiter tätig und wirkte an der Entwicklung erster Prototypen vernetzter Navigationssysteme mit. Nach seinem Wechsel 1994 zum Bundesamt für Seeschifffahrt und Hydrographie in Hamburg war er zunächst für die technische Zertifizierung Elektronischer Seekartensysteme zuständig. 2004 wechselte er in die Abteilung Nautische Hydrographie an den Dienstort Rostock, deren Leitung er 2009 übernahm. Seit 2014 Vizepräsident der Bundesoberbehörde, kandidierte Jonas auf der Vollversammlung der IHO im April 2017 erstmals für den Posten des Generalsekretärs der Organisation. Nach seiner Wahl nahm er die Tätigkeit am 1. September 2017 am Dienstsitz der IHO in Monaco auf. Im Mai 2023 wurde er durch erneuten Wahlentscheid der in Monaco tagenden Vollversammlung der Organisation für die Dauer von weiteren drei Jahren im Amt bestätigt.
In seine Amtszeit fällt die erhebliche Erweiterung der Anzahl der Mitgliedsstaaten der IHO auf über einhundert Küstenstaaten auf fünf Kontinenten. Ihm gelang es zudem, wichtige Entwicklungen innerhalb des Aufgabenspektrums der IHO voranzutreiben. Dazu gehören die grundlegende Modernisierung weltweit geltender technischer Standards für die Hydrographie und die internationale Anerkennung der seit 1937 diskutierten Existenz eines fünften Ozeans – des „Southern Ocean“ – in seiner geographischer Ausdehnung zwischen dem sechzigsten Breitengrad Süd und dem Küstenverlauf des antarktischen Kontinents.
Jonas ist seit 1987 verheiratet und hat zwei Söhne.

## Ämter und akademische Tätigkeiten
| 2001–2009 | Vorsitzender der Colours & Symbols Working Group der IHO                                                                                       |
| 2012–2017 | Vorsitzender des Hydrographic Standards & Services Committee der IHO                                                                           |
| 2006–2015 | Stellvertretender Leiter der deutschen Delegation beim Subcommittee „Safety of Navigation – NAV“ der International Maritime Organisation – IMO |
| 2009–2010 | Vorsitzender der Baltic Sea Hydrographic Commission                                                                                            |
| 2014–2016 | Vorsitzender des IC-ENC Steering Committee, Taunton, Somerset, Großbritannien                                                                  |
| 2001–2016 | Lehrauftrag „Elektronische Seekarte“, HafenCity Universität Hamburg                                                                            |
| 2007–2010 | Lehrauftrag „Marine Geoinformationssysteme“, Hochschule Neubrandenburg                                                                         |
| 2017–2018 | Lehrauftrag „Grundlagen und Anwendungen der Hydrographie“, World Maritime University Malmö, Schweden                                           |
| Seit 2017 | Vorsitzender der Hydrographic Commission on Antarctica                                                                                         |

## Fachliteratur
- Horst Hecht, Bernhard Berking, Mathias Jonas, Gert Büttgenbach (2001), Lee Alexander (2011): The Electronic Chart – Fundamentals, Functions, Data and other Essentials – A Textbook for ECDIS use and Training. Geomares B.V., Lemmer, The Netherlands, 2001, 2006, 2011, 2017
- Mathias Jonas (Herausg.): 150 Jahre amtliche deutsche Hydrographie 1861–2011. Bundesamt für Seeschifffahrt und Hydrographie, Hamburg und Rostock 2011
- Mathias Jonas, Wolfgang Kresse und David M. Danko (Herausgeber): Electronic Navigational Charts for Ship Operations at Sea. Springer Handbook of Geographic Information, Springer Verlag, Berlin Heidelberg 2012

## Patent
Patent  EP3029487: Verfahren und Vorrichtung zur Bestimmung einer Position eines Wasserfahrzeugs. Angemeldet am 1. Dezember 2014, veröffentlicht am 19. Februar 2020, Anmelder: Fraunhofer-Gesellschaft zur Förderung der angewandten Forschung e.V. 80686 München, Erfinder: Mathias Jonas, Matthias Vahl, Zhiliang Zhou.‌